# Operace Amsterdam
Operace Amsterdam byl krycí název pro zpravodajskou skupinu vyslanou Special Operations Executive (SOE) v roce 1944 do prostoru Slovenského národního povstání (SNP). Skupina byla tvořena židovskými vojáky získanými pro tento úkol ve spolupráci se Židovskou agenturou z řad Hagany a Palmachu.

## Složení a úkoly
Velitelem desantu byl Cvi Ben Ja'akov (krycí jméno Jindřich Grünhut či Michal Janay), dále potom příslušnice Women's Auxiliary Air Force (WAAF) Chaviva Reiková (krycími jmény Ada Robinsonová, Ada Rosenbergerová či Martha Martonovičová), Rafa'el Reisz (krycí jméno kpt. Stephan Rice), Aba Berdičev (krycím jménem por. Robert Willis) a Chajim Chermeš (krycí jméno Kassaf či kpt. Harry Moris). Úkolem skupiny bylo provádět zpravodajskou činnost a zajišťovat radiové spojení pro britskou vojenskou misi při hlavním velitelství SNP.

## Činnost
Jako první ze skupiny přistála na povstaleckém letišti Tri Duby 17. září Reiková, 7. října 1944 Berdičev. Ten sebou přivezl spojovací materiál pro svou skupinu a skupinu Windproof. Ben Ja'akov, Reisz a Chermeš byli omylem vysazeni 13. září jižně od Bytče a ke skupině se připojili až 20. října. 
Kromě spojovacích úkolů pro britskou styčnou misi plnila skupina i zpravodajské úkoly; mapovala a hodnotila vztahy mezi Čechy a Slováky a postavení Židů na Slovensku. Zároveň zajišťovala finanční pomoc židovským utečencům, kteří se dostali do prostoru ovládaného partyzány. Skupině Courier-5 předala Reiková jednu z radiostanic a spolupracovala i s kpt. Baranskim z desantu Day.
Do 20. října desant působil na velitelství 1. ČSA v Banské Bystrici. Poté, co bylo SNP potlačeno a jednotky se stahovaly do hor, přešel i desant Amsterdam na partyzánský způsob boje. 1. listopadu byli tři z nich po boji (Ben Jaakov, Reisz a Reiková) zajati při přepadu jejich tábora ukrajinskou jednotkou SS (podle jiné verze byla Reiková zatčena 30. října v Banské Bystrici) a po výsleších v Banské Bystrici v listopadu příslušníky Einsatzkommanda 14 v prostoru Kremničky povražděni.
Chajim Chermeš se v řadách partyzánů dočkal osvobození a po skončení války odjel do Palestiny.